# Panicum racemosum

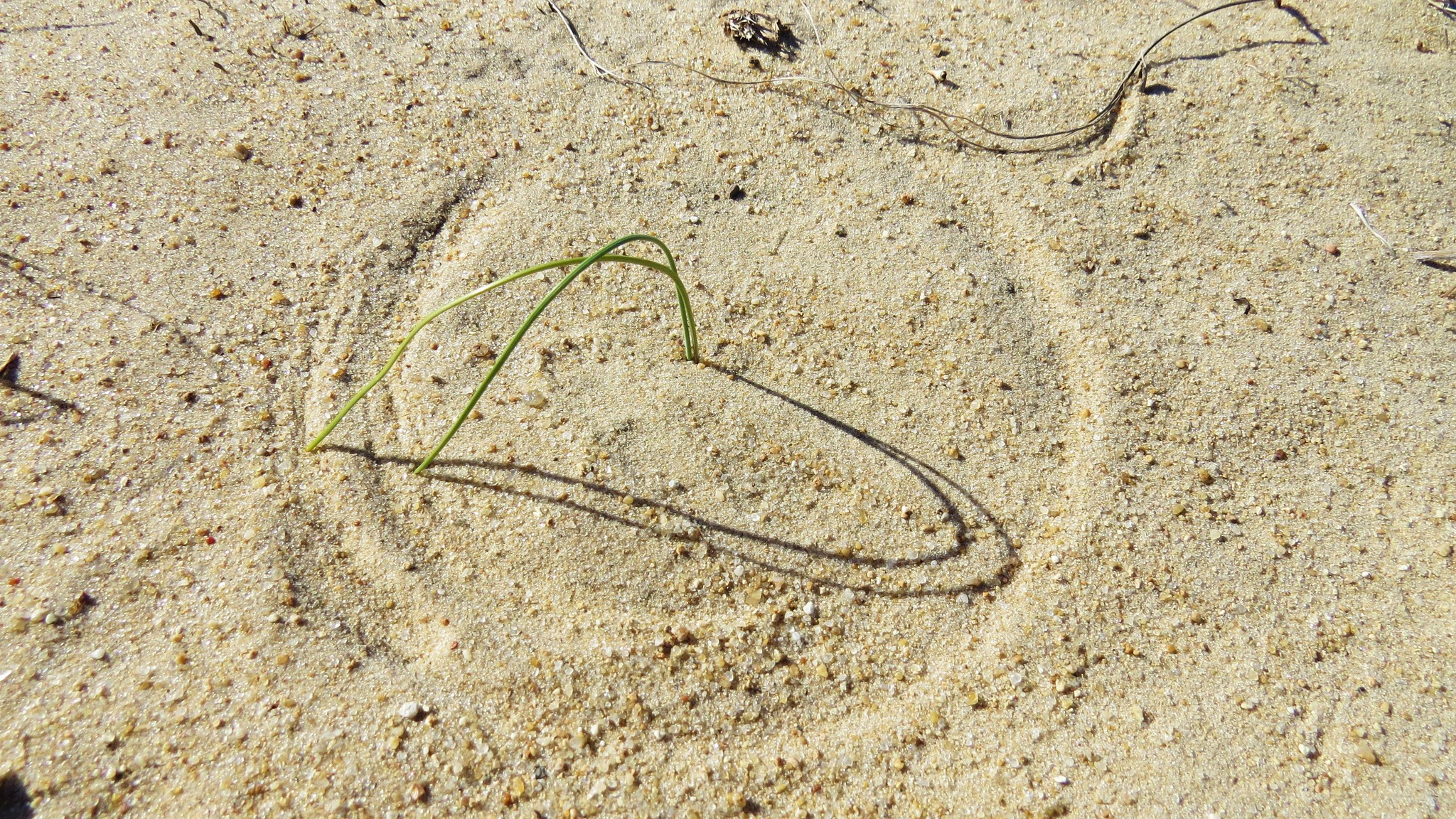
Panicum racemosum o Pasto dibujante creciendo en dunas costeras en Uruguay. El viento provoca la rotación de las hojas, dejando una marca circular o dibujo en la arena, de ahí su nombre común

Panicum racemosum o Pasto dibujante (nombre común en Uruguay) es una especie herbácea perenne, perteneciente a las poáceas, perenne rizomatosa. Nativa de Uruguay, Argentina, Brasil, y Chile. Crece en suelos arenosos, típicamente en las médanos costeros, de manera que se le califica como psamófila.

## Descripción
Es una planta de porte medio, que se desarrolla en macollos aislados, de 40-100 cm de alto altura. Las hojas presentan vaina y lámina con numerosos pelos que les protegen del viento, reflejan los rayos solares y disminuyen de la desecación.  Sus raíces son largas y finas apropiadas para encontrar la humedad en el arenal.La inflorescencia es una espiga abierta con ramificaciones laterales.  Florece a principios de la primavera; produce una panoja de racimos florales individuales. Es una especie pionera de gran importancia ya que contribuye a fijar los médanos.  

## Taxonomía
Panicum racemosum fue descrita por (P.Beauv.) Spreng.  y publicado en Systema Vegetabilium, editio decima sexta 1: 313. 1825[1824].
Etimología
Panicum: nombre genérico que es un antiguo nombre de latín para el mijo común (Setaria italica).
racemosum; epíteto latíno que significa "con racimos".
Sinonimia
- Eriolytrum junceum Desv. ex Kunth
- Monachne racemosa P.Beauv.
- Panicum montevidense (Spreng.) Döll

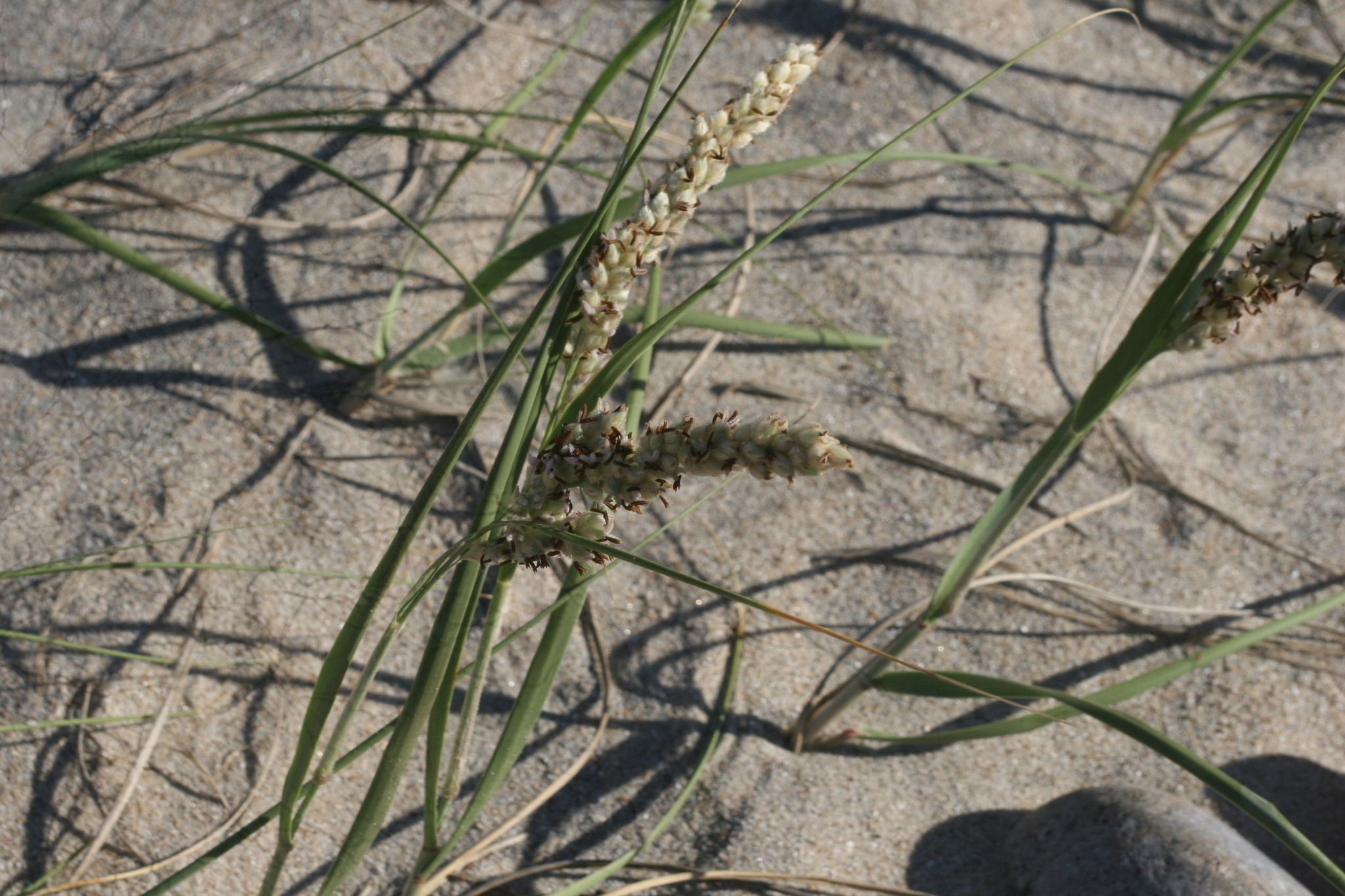
Panicum racemosum en dunas costeras, Uruguay

- Panicum reptans (Lam.) Kunth
- Saccharum reptans Lam.
- Talasium montevidense Spreng.[6][7]